# Madiama
Madiama é um gênero de mariposa pertencente à família Crambidae.